# Beenie Man
Beenie Man, właśc. Anthony Moses Davis (ur. 22 sierpnia 1973 w Kingston) – jamajski wokalista, wykonawca muzyki reggae i dancehall. W latach 90. zaistniał na rynku brytyjskim, gdzie został oczerniony za teksty, które wydają się popierać przemoc wobec homoseksualistów. Nazywany „królem dancehallu”, w 2000 otrzymał nagrodę Grammy w kategorii Best Reggae Album za Art and Life.

## Kariera

### Wczesna lata
Urodził się w Waterhouse, dzielnicy Kingston. Jego starszy brat Kirk Anthony „Little Kirk” Davis (ur. 28 grudnia 1970) to także wokalista reggae.
Od najmłodszych lat był związany z przemysłem muzycznym, wspierany przez swojego wujka – Sydneya Wolfa, który grał na perkusji dla Jimmy’ego Cliffa. W 1981 wygrał konkurs Teeny Talent, a DJ radiowy Barry G przedstawił go lokalnej grupie sound system, która pomogła mu zaistnieć, jako młody deejay, znany pod pseudonimem Beenie Man. W wieku 10 lat zaczął występować jako raper dancehall na Jamajce. 

### Początki kariery
W 1981 z producentem Henrym „Junjo” Lawesem nagrał swój debiutancki singel, „Too Fancy”. 
W 1983 został wypuszczony na rynek pierwszy album The Invincible Beenie Man: The Ten Year Old DJ Wonder, wyprodukowany przez Bunny’ego Lee. W tym roku powstał także pierwszy singiel „Over the Sea”, produkcji Winstona Holnessa, który odniósł sukces. W 1984 Beenie Man nagrał materiał z Barringtonem Levym (wypuszczono 10 lat później), ale karierę muzyczną odłożył wraz z zakończeniem szkoły, przeznaczając czas na podróże do Wielkiej Brytanii, USA oraz Kanady.

### Powrót w latach 90.
Beenie Man kontynuował występowanie i udoskonalając jednocześnie swój talent przy czołowych artystach muzyki dancehall, między innymi: Ninjaman, Admiral Bailey i Shabba Ranks. Swój artystyczny dom odnalazł w studio Shocking Vibes, gdzie kontynuował nagrywanie singli, odnosząc tylko jeden umiarkowany sukces we wczesnych latach 90.
Jego kariera nabrała rozpędu po występie na festiwalu Reggae Sunsplash w 1992, a w następnym roku rozpoczął rywalizację z Bounty Killerem. Ta rywalizacja została ujęta w albumie z 1994 Guns Out, na której dwóch artystów rozstrzygało waśń poprzez muzykę.
Kariera Beenie Mana ucierpiała podczas występu w powitalnym show dla Nelsona Mandeli na Jamajce, gdzie wykonał piosenkę powszechnie potępioną, jako zupełnie niestosowną, został wygwizdany poza sceną, a kontrowersje skłoniły go do opuszczenia Jamajki na rok.
W latach 2006–2011 był żonaty z piosenkarką i autorką piosenek Michelle „D-Angel” Downer, z którą ma syna Marco-Deana (ur. 2006). Wyznaje Rastafari. 
Wystąpił w dramacie muzycznym Nicka Cannona King of the Dancehall (2016) z udziałem Whoopi Goldberg, Louisa Gossetta Jr., Collie’go Buddza i Busty Rhymesa.
W 2018 zaśpiewał w duecie z brytyjskim bokserem wagi ciężkiej Anthonym Joshuą.

## Dyskografia

### Albumy
- 1983: The Invincible Beenie Man: The Incredible Ten Year Old DJ Wonder
- 1992: Cool Cool Rider
- 1994: Dis Unu Fi Hear
- 1994: Defend It
- 1994: Guns Out
- 1995: Blessed
- 1995: Maestro
- 1995: Mad Cobra Meets Lt. Stitchie & Beenie Man
- 1997: Many Moods Of Moses
- 1999: Y2K
- 1999: Ruff N Tuff
- 1999: The Doctor
- 2000: Art and Life
- 2001: Black Liberty
- 2001: Youth Quake
- 2002: Tropical Storm
- 2004: Back to Basics
- 2006: Concept Of Life
- 2006: Hundred Dollar Bag
- 2006: Undisputed
- 2007: Monsters of Dancehall
- 2009: The Legend Returns

### Single
- 1995: Slam
- 1995: Romie
- 1995: Old Dog
- 1997: Dancehall Queen
- 1998: Who Am I (Sim Simma)
- 1998: Tell Me
- 2000: Dungle Boogie (feat. Sly & Robbie)
- 2000: Love Me Now (feat. Wyclef Jean)
- 2000: Girls Dem Sugar (feat. Mýa)
- 2002: Fresh From Yard (feat. Lil' Kim)
- 2002: Feel It Boy (feat. Janet Jackson)
- 2003: Street Life (feat. Assia)
- 2003: Bossman (feat. Sean Paul & Lady Saw)
- 2004: Dude (feat. Ms. Thing & Shawnna)
- 2004: King of the Dancehall
- 2005: Specialists (feat. Vybz Kartel)
- 2006: Girls (feat. Akon)
- 2006: Hmm Hmm
- 2008: Wine Gyal
- 2008: Pickney Nah Hold Yah Dung
- 2008: Gimme Gimme